# 布卡拉曼加競技
布卡拉曼加競技（Club Atlético Bucaramanga S.A.）是一支位於哥倫比亞布卡拉曼加的職業足球會，目前於哥倫比亞甲組足球聯賽角逐。

## 外部連結
- Official Web Site
- Fan Site （页面存档备份，存于）
- DIMAYOR A.B Web Page